# バケバケNight!
「バケバケNight!」（バケバケナイト!）は、NHKの音楽番組『みんなのうた』で、2019年10月～11月に放送された楽曲。作詞・作曲：m.c.A・T、歌：DA PUMP。